# Patrick Tauziac
Patrick Tauziac (Saigon, 18 januari 1955) is een Frans voormalig rallyrijder.

## Carrière
Patrick Tauziac werd in Vietnam geboren, maar vertrok op vroege leeftijd naar Madagaskar. Op zijn twintigste verhuisde hij naar Frankrijk, voordat hij vier jaar later ging wonen in Ivoorkust.
Tauziac debuteerde in 1984 in de rallysport en maakte datzelfde jaar ook zijn eerste opwachting in het Wereldkampioenschap rally, tijdens ronde elf van het kampioenschap in Ivoorkust, het evenement eindigend als zesde algemeen. De WK-ronde in Ivoorkust telde alleen mee voor het rijderskampioenschap, waardoor de grote fabrieksteams vaak hiervan wegbleven. Tauziac specialiseerde zich in het evenement en eindigde er derde in 1988, tweede in 1989 en 1991, en won de rally in 1990 achter het stuur van een Mitsubishi Galant VR-4.
Tauziac won daarnaast het Ivoriaans rallykampioenschap zeven keer: in 1987, 1988, 1989, 1990, 1991, 1993 en 1997.

## Complete resultaten in het Wereldkampioenschap rally

### Overwinningen
| Nr. | Seizoen | Rally                              | Navigator    | Auto                   |
| --- | ------- | ---------------------------------- | ------------ | ---------------------- |
| 1   | 1990    | 22ème Rallye Côte d'Ivoire Bandama | Claude Papin | Mitsubishi Galant VR-4 |

### Overzicht van deelnames
| Seizoen | Inschrijving    | Auto                     | 1   | 2   | 3   | 4   | 5   | 6   | 7   | 8   | 9   | 10     | 11     | 12    | 13     | 14  | Pos. | Punten |
| ------- | --------------- | ------------------------ | --- | --- | --- | --- | --- | --- | --- | --- | --- | ------ | ------ | ----- | ------ | --- | ---- | ------ |
| 1984    | Patrick Tauziac | Mitsubishi Colt          | MON | ZWE | POR | KEN | FRA | GRI | NZL | ARG | FIN | ITA    | IVK 6  | GBR   |        |     | 30   | 6      |
| 1985    | Patrick Tauziac | Mitsubishi Lancer Turbo  | MON | ZWE | POR | KEN | FRA | GRI | NZL | ARG | FIN | ITA    | IVK NF | GBR   |        |     | -    | 0      |
| 1986    | Patrick Tauziac | Mitsubishi Starion Turbo | MON | ZWE | POR | KEN | FRA | GRI | NZL | ARG | FIN | IVK NF | ITA    | GBR   | VST    |     | -    | 0      |
| 1987    | Ralliart / CFAO | Mitsubishi Starion Turbo | MON | ZWE | POR | KEN | FRA | GRI | VST | NZL | ARG | FIN    | IVK 4  | ITA   | GBR    |     | 26   | 10     |
| 1988    | Patrick Tauziac | Mitsubishi Starion Turbo | MON | ZWE | POR | KEN | FRA | GRI | VST | NZL | ARG | FIN    | IVK 3  | ITA   | GBR    |     | 20   | 12     |
| 1989    | Patrick Tauziac | Mitsubishi Starion Turbo | ZWE | MON | POR | KEN | FRA | GRI | NZL | ARG | FIN | AUS    | ITA    | IVK 2 | GBR    |     | 20   | 15     |
| 1990    | Patrick Tauziac | Mitsubishi Galant VR-4   | MON | POR | KEN | FRA | GRI | NZL | ARG | FIN | AUS | ITA    | IVK 1  | GBR   |        |     | 20   | 10     |
| 1991    | Patrick Tauziac | Mitsubishi Galant VR-4   | MON | ZWE | POR | KEN | FRA | GRI | NZL | ARG | FIN | AUS    | ITA    | IVK 2 | SPA    | GBR | 15   | 15     |
| 1992    | Patrick Tauziac | Mitsubishi Galant VR-4   | MON | ZWE | POR | KEN | FRA | GRI | NZL | ARG | FIN | AUS    | ITA    | SPA   | IVK NF | GBR | -    | 0      |